# Schlacht um Taiyuan
1937–1939

Marco-Polo-Brücke – Peking-Tianjin – Chahar – Shanghai (Sihang-Lagerhaus) – Peking-Hankou-Eisenbahn – Tianjin-Pukou-Eisenbahn – Taiyuan (Pingxingguan, Xinkou) – Nanking – Xuzhou (Tai’erzhuang) – Henan – Lanfeng – Amoy – Überflutung des Gelben Flusses – Wuhan (Wanjialing) – Canton – Hainan – Nanchang – (Xiushui) – Chongqing – Suixian-Zaoyang – (Shantou) – Changsha (1939) – Süd-Guangxi – Winteroffensive (Kunlun-Pass) – (Wuyuan)
1940–1942

Zaoyang-Yichang – Hundert Regimenter – Zentral-Hubei – Süd-Henan – West-Hebei – Shanggao – Shanxi – Changsha (1941) – Changsha (1942) – Yunnan-Burma-Straße – Zhejiang-Jiangxi – Sichuan
1943–1945

West-Hubei – Nord-Burma und West-Yunnan – Changde – Ichi-gō – Henan – Changsha (1944) – Guilin–Liuzhou – West-Henan und Nord-Hubei – West-Hunan – Guangxi (1945) – Mandschukuo (1945)
Die Schlacht um Taiyuan war eine Schlacht in der Frühphase des Zweiten Japanisch-Chinesischen Krieges, die von Anfang September bis November 1937 um die Kontrolle der nordchinesischen Provinz Shanxi ausgetragen wurde. Sie endete mit der Einnahme der Provinzhauptstadt Taiyuan durch die Japaner.

## Hintergrund

Karte der Provinz Shanxi der Republik China

Nach dem Abschluss der Operationen in der Provinz Chahar im August 1937 beschlossen die Japaner, die Ende August die Regionalarmee Nordchina unter Terauchi Hisaichi gebildet hatten, eine Invasion der weiter südlich gelegenen Provinz Shanxi. Taiyuan, im Tal des Fen He zwischen den Gebirgen Lüliang Shan und Taihangshan gelegen, war ein wichtiger Industriestandort und die Hauptstadt der Provinz, deren Ressourcen (unter anderem Kohle) die Japaner ausbeuten wollten. Die Japaner führten eine Streitmacht von 140.000 Mann in drei Divisionen der 1. Armee unter Katsuki Kiyoshi und mehreren Brigaden der Chahar-Expeditionsarmee der Kwantung-Armee ins Feld. Weiter östlich drangen andere japanische Truppen ebenfalls in südlicher Richtung entlang der Eisenbahnstrecken vor, unter anderem auf Shijiazhuang in Hebei an der Linie von Peking nach Wuhan.
Die nationalchinesischen Truppen in der Provinz wurden von Yan Xishan kontrolliert, einem Warlord, der bereits in den 1910er Jahren die Macht in Shanxi übernommen hatte. Ende August wurde hier die 2. Militärregion der Kuomintang gebildet, um den Vormarsch der Japaner nach Süden aufzuhalten. Die 7. Heeresgruppe unter Fu Zuoyi war die chinesische Hauptstreitmacht. Daneben beteiligte sich die 8. Rote Marscharmee der Kommunisten unter Zhu De an den Kämpfen. Die Kommunistische Partei hatte 1935 in der westlich benachbarten Provinz Shaanxi eine Sowjetrepublik gegründet und hatten ein eigenes Interesse, die Japaner nicht zu weit vordringen zu lassen. Insgesamt verfügten die Chinesen über 580.000 Mann.

## Verlauf
Am 13. September eroberten die Japaner Datong, einen strategischen Eisenbahnknotenpunkt 250 Kilometer nördlich von Taiyuan, an dem sich die von Peking in die Westprovinzen verlaufende Line mit der Nord-Süd-Strecke aus der Mongolei nach Taiyuan kreuzt. Die Chinesen mussten sich daraufhin auf eine neue Verteidigungslinie im Gebiet des Taihang-Gebirges zurückziehen. Teile der Großen Mauer wurden in die Verteidigung einbezogen. Am Pingxing-Pass kam es Ende September zur Schlacht von Pingxingguan gegen kommunistische Truppen, dabei wurde eine japanische Transportkolonne eines Großteils ihrer Fahrzeuge beraubt. Auch um den Niangziguan, einen Pass, über den die Bahnlinie von Shijiazhuang in westlicher Richtung nach Taiyuan verläuft, wurde gekämpft. Shijiazhuang fiel am 10. Oktober an die Japaner.
Am 13. Oktober griffen die Japaner die chinesischen Linien nördlich und östlich von Xinkou an. In der Schlacht bei Xinkou erlitten die Chinesen eine schwere Niederlage gegen die zahlenmäßig deutlich schwächeren Japaner und mussten sich weiter zurückziehen. In Nord-Shanxi setzten die Japaner wenig später eine Marionettenregierung unter Xia Gong ein. Die japanische Regierung hatte inzwischen beschlossen, den China-Konflikt auszuweiten, indem die japanischen Truppen ihre Gebietsgewinne in Nordostchina ausbauen sollten. Auch wurden Vereinbarungen mit der Mongolei getroffen, die sich an der Sicherung der eroberten Gebiete beteiligen sollte. Die Operationen wurden mit Hilfe der mongolischen Armee ins östliche Suiyuan ausgeweitet.
Im Oktober gelang es den Japanern, ihre Aktionen von Osten und Norden so zu koordinieren, dass die Stadt Taiyuan nicht mehr zu verteidigen war. Am 7. November verlangten die Japaner die Kapitulation. Als diese verweigert wurde, schossen sie sich einen Weg durch die Stadtmauern und zwei Tage später fiel die Stadt in ihre Hände. Bis zum Ende des Monats war der Hauptteil des Eisenbahnnetzes der Provinz unter japanischer Kontrolle.

## Ergebnis
Die Japaner hatten unter geringem Einsatz einen wichtigen Sieg erlangt, ohne jedoch den chinesischen Widerstand in der Region völlig ausschalten zu können. Es begann sich hier abzuzeichnen, was zu einer Konstante des Krieges gegen China werden sollte: die Kontrolle der wichtigsten Städte und der sie verbindenden Eisenbahnlinien genügte nicht, um den Gegner niederzuringen. Die chinesischen Kommunisten und auch die Kuomintang verlegten sich auf eine Guerillakriegsführung, die sich angesichts der japanischen Gräueltaten auf die bereitwillige Unterstützung der Bevölkerung verlassen konnte. Die 8. Marscharmee der Kommunisten war in Chahar aktiv, die Truppen Yan Xishans in Shanxi und Kuomintang-Kräfte unter Chen Cheng im benachbarten Hebei.
Die Chinesen litten unter dem Kompetenzgerangel ihrer Führer (Chiang Kai-shek befehligte zu dieser Zeit die 1. Militärregion, mischte sich aber in die Aktionen der 2. Militärregion ein, deren Befehlshaber Yan er misstraute), die sich durch widersprüchliche Befehle gegenseitig behinderten.